# Ходжкинсон, Колин
Колин Ходжкинсон (англ. Colin Hodgkinson; род. 14 октября 1945, Питерборо, Кембриджшир, Англия) — британский бас-гитарист-виртуоз.
Участник групп The Eric Delaney Band, Back Door, Whitesnake, The Spencer Davis Group, The Electric Blues Duo и других, а также играл вместе такими исполнителями как Алексис Корнер, Джон Лорд, Ян Хаммер, Пит Йорк, Крис Ри. C 2014 года является участником Ten Years After.

## Дискография
c Алексисом Корнером
- 1970 — Both Sides
- 1971 — Alexis Korner
- 1975 — Meets Jack Daniels
- 1975 — Get Off of My
- 1978 — Just Easy
- 1980 — The Party Album
- 1984 — Juvenile Delinque
- 1985 — Testament
- 1996 — On the Move
- 1995 — Alexis Korner Memorial Concert Vol.2 (V/A)
- 1999 — Live in Paris

Back Door
- 1973 — Back Door
- 1973 — 8th Street Nites
- 1974 — Another Fine Mess
- 1976 — Activate
- 2002 — The Human Bed
- 2003 — Askin — The Way

c Кози Пауэллом
- 1983 — Octopuss
- 2005 — Killer (COZY POWELL & FRIENDS)

со Спенсером Дэвисом
- 1984 — Live Together
- 2003 — Live in Manchester (SPENCER DAVIS GROUP)

Electric Blues Duo
- 1987 — Live at the Kaffee Giesing
- 1989 — Make Mine a Double
- 1995 — Out on the Highway
- 1998 — Lucky at Cards
- 1993 — Electric Blues Duo & Hr Big Band

с Питом Йорком
- 1988 — Extremely Live
- 1989 — Superdrumming Vol.2 Folge1
- 1989 — Superdrumming Vol.2 Folge2
- 1990 — Superdrumming Vol.3

c Питером Маффейом
- 1990 — Leipzig '90 (PETER MAFFAY UND BAND)
- 1991 — Liebe
- 1992 — Freunde + Propheten
- 1993 — Tabaluga Und Lilli

с Ten Years After
2017 — A Sting in the Tail
другое
- 1978 — Jamie Stone — Let It Shine
- 1979 — Hammer — Hammer
- 1980 — K2 — Why
- 1981 — Butterflies — Butterflies
- 1981 — Ronnie Jack — Going for the Big One
- 1981 — Schon & Hammer — Untold Passion
- 1982 — Schon & Hammer — Here to Stay
- 1982 — Whitesnake — Saints & Sinners
- 1984 — Whitesnake — Slide It In
- 1985 — Mick Jagger — She’s the Boss
- 1986 — Konstantin Wecker[англ.] — Wieder Dahoam
- 1986 — Phil Carmen — City Walls
- 1986 — James Young — City Slicker
- 1986 — York, Auger, Hodgkinson — Steaming
- 1987 — Konstantin Wecker — Live in Austria
- 1987 — Miller Anderson — Celtic Moon
- 1988 — Konstantin Wecker — Ganz Schön Wecker
- 1988 — James Young — Out on a Day Pass
- 1998 — Jon Lord — Pictured Within
- 2002 — Ian Paice — Not for the Pros
- 2003 — Silver — Intruder
- 2007 — British Blues Quintet — Live in Glasgow

сольные альбомы
- 1998 — The Bottom Line
- 2008 — Backdoor Too! (COLIN HODGKINSON GROUP)